# المتقلب (التمويل)
المتقلب في مجال التمويل، المتقلب هو مقياس لاختلاف سعر أداة مالية مع مرور الوقت. يشتق المتقلب التاريخي  من سلسلة زمنية من أسعار السوق السابقة. أما المتقلب الضمني
فهو يشتق  من سعر السوق لمشتقات الأسهم المتداولة.